# ТЕС Сан-Габріель
13°46′27″ пн. ш. 121°2′5″ сх. д. / 13.77417° пн. ш. 121.03472° сх. д.
ТЕС Сан-Габріель – теплова електростанція на півдні філіппінського острова Лусон. Відноситься до енергокомплексу First Gen Clean Energy Complex, до якого також входять ТЕС Санта-Ріта/Сан-Лоренцо та ТЕС Авіон.
Майданчик станції знаходиться неподалік від узбережжя затоки Батангас. В 2016-му тут став до ладу парогазовий блок потужністю 420 МВт, в якому одна газова турбіна потужністю 274 МВт живить через котел-утилізатор одну парову турбіну. Паливна ефективність блоку становить 60%.
ТЕС споруджена з розрахунку на використання природного газу, який надходить по трубопроводу від офшорного родовища Малампая. Враховуючи вичерпання запасів останнього, в першій половині 2020-х поруч розпочали спорудження терміналу Батангас, який призначений для імпорту зрідженого природного газу.
Проект реалізували через компанію First Gen, яка є дочірньою структурою філіппінської First Philippine Holdings Corporation.